# Per och Alma Olssons fond
Per och Alma Olssons fond är en fond vars avkastning används till ett pris för årets bästa byggnad, "för god byggnadskonst", i Göteborg. Priset har delats ut sedan 1965.
Fonden är resultatet av en donation på 100 000 kronor av makarna Per och Alma Olsson till Göteborgs stad. Makarna skapade fonden på 1920-talet. Per Olsson, som gjort karriär inom läder- och skoindustrin, avled 1928. Efter att Alma Olsson avlidit 1958 inleddes arbetet med fonden och att börja dela ut priset för årets byggnad. Donationen togs emot av stadsfullmäktige 1958. Juryn började sitt arbete 1965 med bland andra stadsarkitekten Gerhard Paulson och professorn i arkitektur Helge Zimdal som medlemmar.
Enligt makarnas testamente skall priset delas ut till "den byggherre som under nästföregående år färdigställt det eller de hus som visat sig bäst motsvara estetiska samt därjämte hygieniska och praktiska krav". Priset bestäms av en nämnd av fem "konstförståndiga ledamöter", som utses av Kulturnämnden. Mandattiden är på tre år.
Prissumman är minst 2 000 kronor och skall användas till konstnärlig utsmyckning eller annan utrustning till glädje för många människor. Byggherren mottar en plakett att fästa på den prisade byggnaden. Plaketten formgavs av Jörgen Lindgren.
Makarna Olsson testamenterade även till Per och Alma Olssons grundskolefond som finansierar konst i Göteborgs skolor.

## Pristagare
Under prisets tidiga år förekom att flera byggnader prisades under ett år. Sedan länge är det med några få undantag en byggnad som prisas per år men det görs även hedersomnämnanden.
| År   | Byggnad                                                                                         | Stadsdel                     | Arkitekt | Byggherre                               |
| ---- | ----------------------------------------------------------------------------------------------- | ---------------------------- | --- | --------------------------------------- |
| 1965 | Antonson-Averys kontor och tryckeri                                                             | Västra Frölunda              | Voldemars Vasilis | Antonson-Avery                          |
| 1965 | Panncentralen Tratten, Marconigatan                                                             | Järnbrott                    | |                                         |
| 1965 | Bostadsområdet Flatås                                                                           | Järnbrott                    | Riksbyggen | Riksbyggen                              |
| 1966 | S:t Lukas och S:t Markus kapell vid Västra Kyrkogården                                          | Sandarna                     | Sven Brolid | Göteborgs kyrkogårdsstyrelse            |
| 1966 | Kvarteret Perukmakaren, Drottninggatan/Kyrkogatan                                               | Inom Vallgraven              | Helge Zimdal |                                         |
| 1966 | Bostadshus vid Glasmästaregatan                                                                 | Krokslätt                    | White Arkitekter AB | Göteborgs bostadsföretag                |
| 1967 | Frölunda torg                                                                                   | Järnbrott                    | Klemming & Thelaus | Göteborgsbostäder (Skanska byggmästare) |
| 1967 | Vita Björn                                                                                      |                              | Lund & Valentin arkitekter | Lennart Wallenstam Byggnads AB          |
| 1967 | Daghem                                                                                          |                              | | Göteborgs Stads drätselkammare          |
| 1968 | Valhalla sporthallar                                                                            | Heden                        | Poul Hultberg | Göteborgs Stad                          |
| 1968 | Volvos äldre huvudkontor, Torslandaverken                                                       | Sörred                       | Lund & Valentin arkitekter | Volvo                                   |
| 1969 | Tillbyggnad av Göteborgs konstmuseum                                                            | Lorensberg                   | Rune Falk (White Arkitekter AB) | Göteborgs Stad                          |
| 1969 | Nordostpassagen                                                                                 |                              | Lund & Valentin Arkitektkontor AB |                                         |
| 1969 | Daghem och lekskola                                                                             |                              | |                                         |
| 1969 | Nordstan                                                                                        |                              | White Arkitekter AB |                                         |
| 1970 | Renoveringen av Kvarteret Kungsljuset                                                           | Kungsladugård                | Bo Cederlöf Arkitektkontor | Familjebostäder                         |
| 1970 | Bostadsområdet Hallstenshagen                                                                   | Tynnered                     | Arkitektgruppen CFL |                                         |
| 1970 | Tynneredsskolan                                                                                 | Tynnered                     | Lars-G Jönsson, WAAB White Arkitektkontor AB | Göteborgs Stad                          |
| 1971 | Aftonbladets tidningshus och tryckeri i Backa                                                   |                              | KFAI |                                         |
| 1972 | Volvos Tekniska Centrum                                                                         |                              | Lund & Valentin Arkitektkontor AB |                                         |
| 1972 | Broströmsgården, Welandergatan 37                                                               | Torp                         | Arne Nygård | Göteborgs kommun                        |
| 1973 | Kristinedals träningscenter, Byfogdegatan 4                                                     | Bagaregården                 | Contekton |                                         |
| 1973 | Första Sparbanken (Länssparbanken), Postgatan 41                                                | Nordstaden                   | Sven Brolid |                                         |
| 1974 | Bostadsområdet Rannebergen                                                                      | Angered                      | White arkitekter, Gunnar Werner | Bostadsbolaget                          |
| 1974 | Knapehall                                                                                       | Askim                        | Arkitektgruppen CFL |                                         |
| 1974 | Hjällbo kyrka                                                                                   | Angered                      | John Snis | Svenska kyrkan                          |
| 1975 | Dalheimers hus                                                                                  | Majorna                      | Peter Tygesen | Göteborgs Stad                          |
| 1975 | Bostadsområdet Skintebo                                                                         | Askim                        | Arkitektgruppen CFL |                                         |
| 1976 | Götaverkens personalanläggning Arken                                                            | Arendal                      | K-konsult, Pietro Raffone, Ragnar Hjertén | Götaverken                              |
| 1977 | S:t Jörgens sjukhus                                                                             | Backa                        | White Arkitekter, Armand Björkman | Göteborgs och Bohus läns landsting      |
| 1978 | Dagcentral                                                                                      |                              | |                                         |
| 1979 | Angered centrum med Blå Stället                                                                 | Angered                      | White Arkitekter, Armand Björkman | Göteborgshem                            |
| 1979 | Volvos centrallager i Tuve                                                                      |                              | | AB Volvo                                |
| 1980 | Trygg-Hansas huvudkontor, Vasagatan 45                                                          | Lorensberg                   | Tengbom | Trygg-Hansa                             |
| 1980 | Kärra Centrum                                                                                   | Kärra                        | Morgan Bergwall, Svenska Riksbyggens projekteringskontor i Göteborg. Poul Hultberg, FFNS Arkitekter (medverkande arkitekt för sport- och simhallen) | AB Kärra Centrum                        |
| 1981 | Tillbyggnad av Göteborgs Naturhistoriska museum                                                 | Slottsskogen                 | Bo Cederlöf Arkitektkontor | Göteborgs Stad                          |
| 1982 | Kvarteret Fänriken                                                                              | Haga                         | | Robert Dicksons stiftelse               |
| 1983 | Bostadsområdet Bergsjöplatån                                                                    | Bergsjön                     | Bruno Alm, White arkitekter | Göteborgs stads bostadsaktiebolag       |
| 1984 | Kvarteret Sjötungan, Lars Kaggsgatan 12                                                         | Gamlestaden                  | |                                         |
| 1985 | AB Volvos huvudkontor                                                                           | Torslanda                    | Romaldo Giurgola/Owe Svärd (AKOS) | AB Volvo                                |
| 1985 | Kvarteret Mjölnaren                                                                             | Nordstaden                   | Armand Björkman, White arkitekter | Bostadsbolaget                          |
| 1986 | Spårvagnshallarna i Gårda                                                                       | Gårda                        | Abako |                                         |
| 1986 | Fastigheten Haga 20:19, Kvarteret Grenadieren                                                   | Haga                         | Arkitektlaget och Wallinders (Haga Projektgrupp) | Bostadsbolaget                          |
| 1986 | Renoveringen av Åkermanska huset vid Södra Hamngatan 25, Korsgatan 2–6 och Drottninggatan 24-26 | Inom Vallgraven              | |                                         |
| 1987 | Kontorshuset Asken, Östra Hamngatan 13                                                          | Nordstaden                   | White arkitekter, Birgitta Illes | Gamlestaden Förvaltning AB              |
| 1987 | Servicehuset Tornet                                                                             | Gårda                        | Cederlöf arkitekter | Skanska                                 |
| 1988 | Göteborgs postterminal                                                                          |                              | |                                         |
| 1988 | Dagcentral och bostäder Kvartsekelsgatan                                                        | Kortedala                    | | Göteborgs Stad                          |
| 1989 | Ombyggnaden av lagerbyggnaden ”Hittegodset” vid Klippan                                         | Majorna                      | Stjernberg/Hultén arkitektkontor AB |                                         |
| 1990 | Lilla Bommen ("Läppstiftet")                                                                    | Gullbergsvass                | Ralph Erskine | Skanska                                 |
| 1990 | Bostadshuset Moränåsen                                                                          | Bagaregården                 | Bengt Wallin, arkitektkontoret Abako | HSB Göteborg                            |
| 1991 | Kontor och verkstad för Röda Bolaget, Pir 4, Eriksberg                                          | Sannegården                  | Bibbi Olsson, Arkitektlaget |                                         |
| 1992 | Ombyggnad av Elyseum, Västgötagatan 2                                                           | Heden                        | Sten Henriksson |                                         |
| 1993 | Artisten                                                                                        | Lorensberg                   | Nyréns arkitektkontor | Akademiska hus                          |
| 1994 | Bostadskvarteret vid Sörhallskajen 16                                                           | Sannegården                  | Arkitektlaget | Eriksbergs Förvaltnings AB              |
| 1994 | Bostadshus vid Arbetaregatan                                                                    | Lindholmen                   | Armand Björkman Ursel Mattson, White Arkitekter AB                                                                                                  | Bostadsbolaget                          |
| 1995 | Hotell 11 och Eriksbergshallen, Eriksberg                                                       | Sannegården                  | Lars-G Jönsson, White Arkitekter AB och Bibbi Olsson/Pietro Raffone, Arkitekturkompaniet                                                            |                                         |
| 1996 | Handelshögskolan vid Göteborgs universitet                                                      | Haga                         | Erséus, Frenning & Sjögren Arkitekter AB | Akademiska hus                          |
| 1997 | Tillbyggnad av Sahlgrenska Universitetssjukhuset (Akutmottagningen)                             | Änggården                    | |                                         |
| 1998 | Katolska skolan av Notre Dame, Lilla Danska vägen 26                                            | Bö                           | |                                         |
| 1999 | Restaurang Trädgår’n                                                                            |                              | |                                         |
| 2000 | Konserthusets tillbyggnad                                                                       | Lorensberg                   | White arkitekter |                                         |
| 2000 | Sveahusets Elite Plaza Hotel, Västra Hamngatan                                                  | Inom Vallgraven              | F O Petterssons arkitekter |                                         |
| 2001 | Entrébyggnad, Kemi, Chalmers tekniska högskola                                                  | Johanneberg                  | | Akademiska hus                          |
| 2002 | Inget pris delades ut.                                                                          |                              | |                                         |
| 2003 | Fryshusets ombyggnad                                                                            | Majorna                      | White arkitekter, Anders Andersson, Armand Björkman                                                                                                 | Fiskhamnsgatan AB                       |
| 2004 | Hasselbladhuset (nuvarande Kanalhuset)                                                          | Lindholmen                   | Arkitekterna Krook & Tjäder |                                         |
| 2005 | Studentbostäder, Kronhusgatan                                                                   | Nordstaden                   | Semrén & Månsson Arkitektkontor AB | Stiftelsen Göteborgs Studentbostäder    |
| 2006 | Kontorshus för Svenska Hus, Otterhällegatan 5A                                                  | Inom Vallgraven              | QPG arkitektur AB |                                         |
| 2006 | Vävskedsgatan                                                                                   | Lunden                       | White |                                         |
| 2007 | Götatunneln                                                                                     | Inom Vallgraven, Nordstaden  | | Vägverket                               |
| 2008 | Avalon hotel                                                                                    | Inom Vallgraven              | Semrén & Månsson Arkitektkontor AB | ByggGöta                                |
| 2009 | Sankt Jörgen Park Resort, nära Tuvevägen och Lillhagen                                          | Tuve                         | Björn Sahlqvist, Arkitektstudion, Göteborg | Gårda Johan                             |
| 2010 | KaverösPorten och Eriksbergsterrassen, Kaverös och Eriksberg                                    | Högsbo, Sannegården          | |                                         |
| 2011 | Skanskahuset                                                                                    | Gårda                        | White arkitekter |                                         |
| 2011 | Gryaabs skivfilteranläggning, Ryaverket                                                         | Rödjan                       | KUB arkitekter |                                         |
| 2012 | Pagoden                                                                                         | Gullbergsvass                | Semrén & Månsson Arkitektkontor AB | Bygg-Göta                               |
| 2012 | Kuggen                                                                                          | Lindholmen                   | Wingårdh arkitektkontor | Chalmers                                |
| 2013 | Snowberry hill, Hovås                                                                           | Askim                        | Wingårdh arkitektkontor | Lyckhem Lucky Homes                     |
| 2014 | Kville saluhall                                                                                 | Kvillebäcken                 | Gustav Apell Arkitektkontor |                                         |
| 2015 | Amhults kyrka                                                                                   | Torslanda                    | Margareta Diedrichs, Sweco arkitekter | Svenska Kyrkan i Göteborg               |
| 2016 | Bostadshuset Däckshuset                                                                         | Sannegårdshamnen             | Wingårdh arkitektkontor | Familjebostäder i Göteborg              |
| 2017 | Nötkärnan Bergsjön Vårdcentral och BVC, Rymdtorget                                              | Bergsjön                     | Wingårdh arkitektkontor | AB Nötkärnan                            |
| 2018 | Göteborgs nya krematorium, Kvibergs kyrkogård                                                   | Kviberg                      | Erséus Arkitekter | Svenska kyrkan                          |
| 2019 | Bostadsrättsföreningen Viva                                                                     | Guldheden                    | Malmström Edström | Riksbyggen                              |
| 2020 | Lindholmens tekniska gymnasium                                                                  | Lindholmen                   | KUB arkitekter | Göteborgs Stad                          |
| 2021 | Brudaremossens lakvattenbyggnad                                                                 | Delsjöområdets naturreservat | KUB arkitekter | Göteborgs Stad                          |
| 2022 | Nodi kontorshus                                                                                 | Nya Hovås                    | White arkitekter |                                         |
| 2023 | Ekmansgatan 5                                                                                   | Nedre Johanneberg            | Fredrik Rosenhall och Albert Svensson | TB-Gruppen                              |
| 2024 | Järntorgsgatan X Brogatan                                                                       | Pustervik                    | Semrén & Månsson | Sverigehuset                            |

## Hedersomnämnanden
| År   | Byggnad             | Stadsdel | Arkitekt                | Byggherre    |
| ---- | ------------------- | -------- | ----------------------- | ------------ |
| 2017 | Putsegården         | Lundby   | What! Arkitektur        | Etikhus      |
| 2023 | Brf Sannaparken     | Sandarna | What! Arkitektur        | HSB Göteborg |
| 2024 | Grand Curiosa Hotel | Centrum  | Wingårdh arkitektkontor | Liseberg     |

## Bildgalleri med belönande byggnader

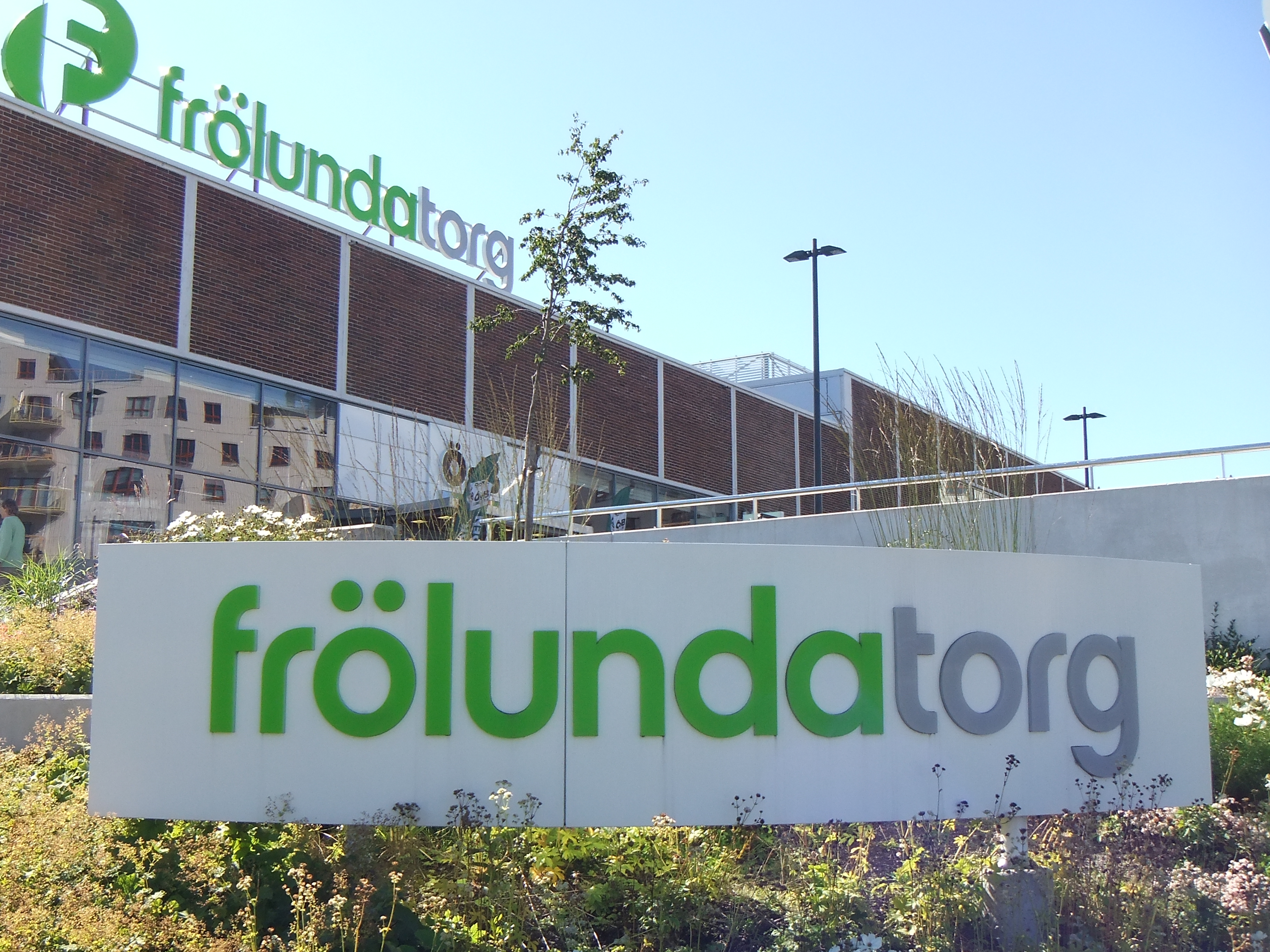
Frölunda torg (pristagare 1967).
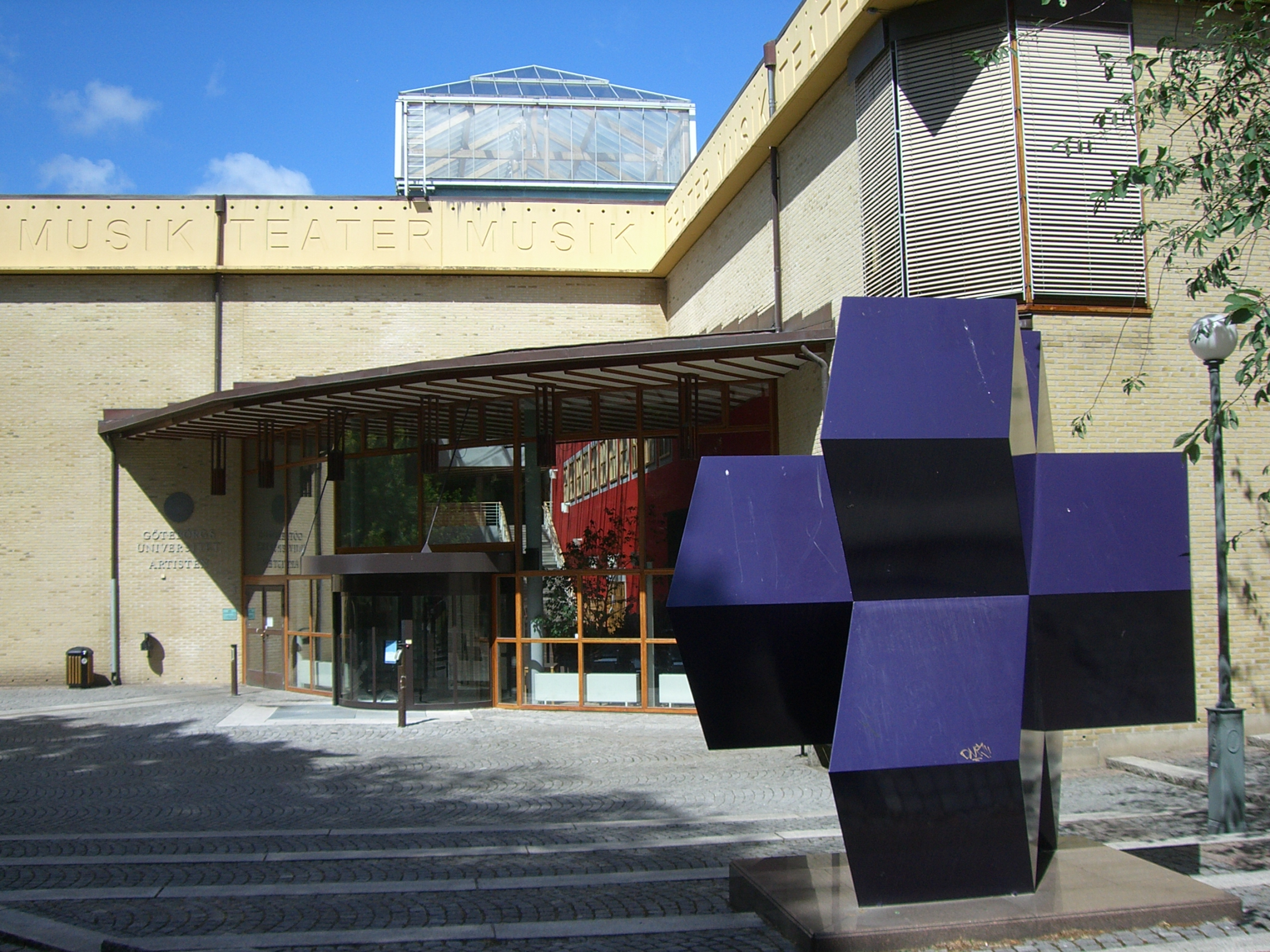
Artisten, Göteborgs universitet (1993).
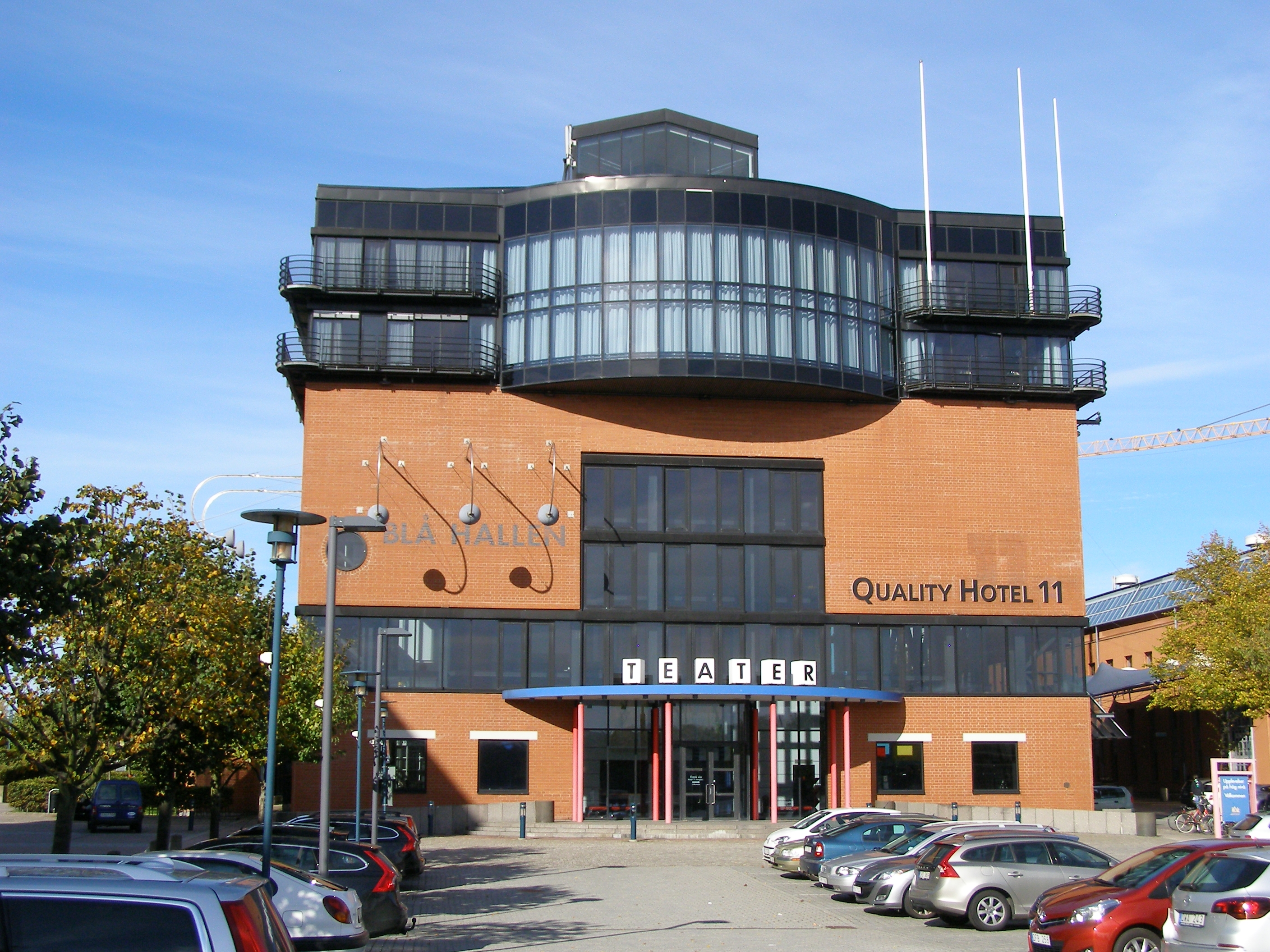
Hotell 11 (1995).
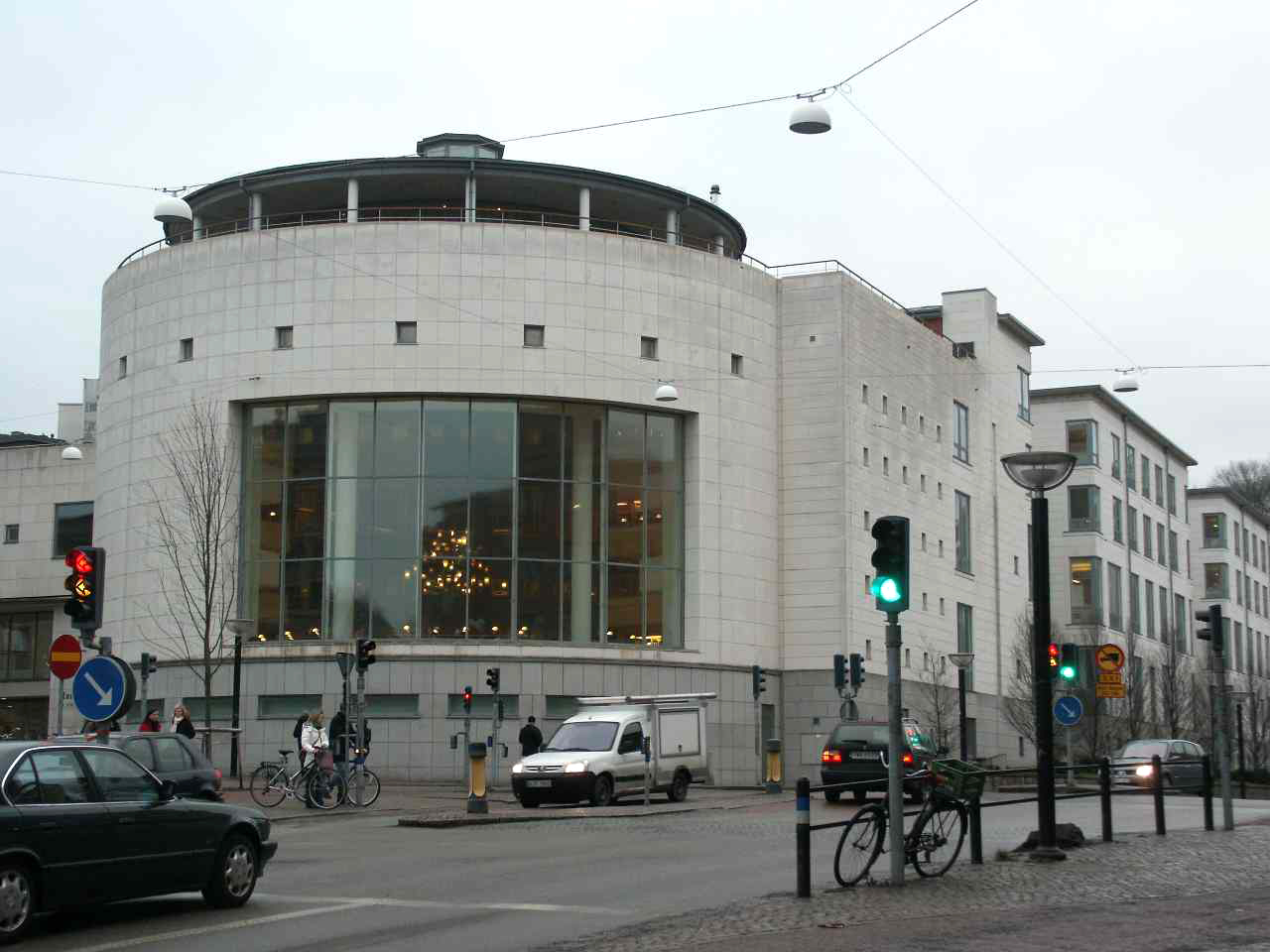
Handelshögskolan vid Göteborgs universitet (1996).
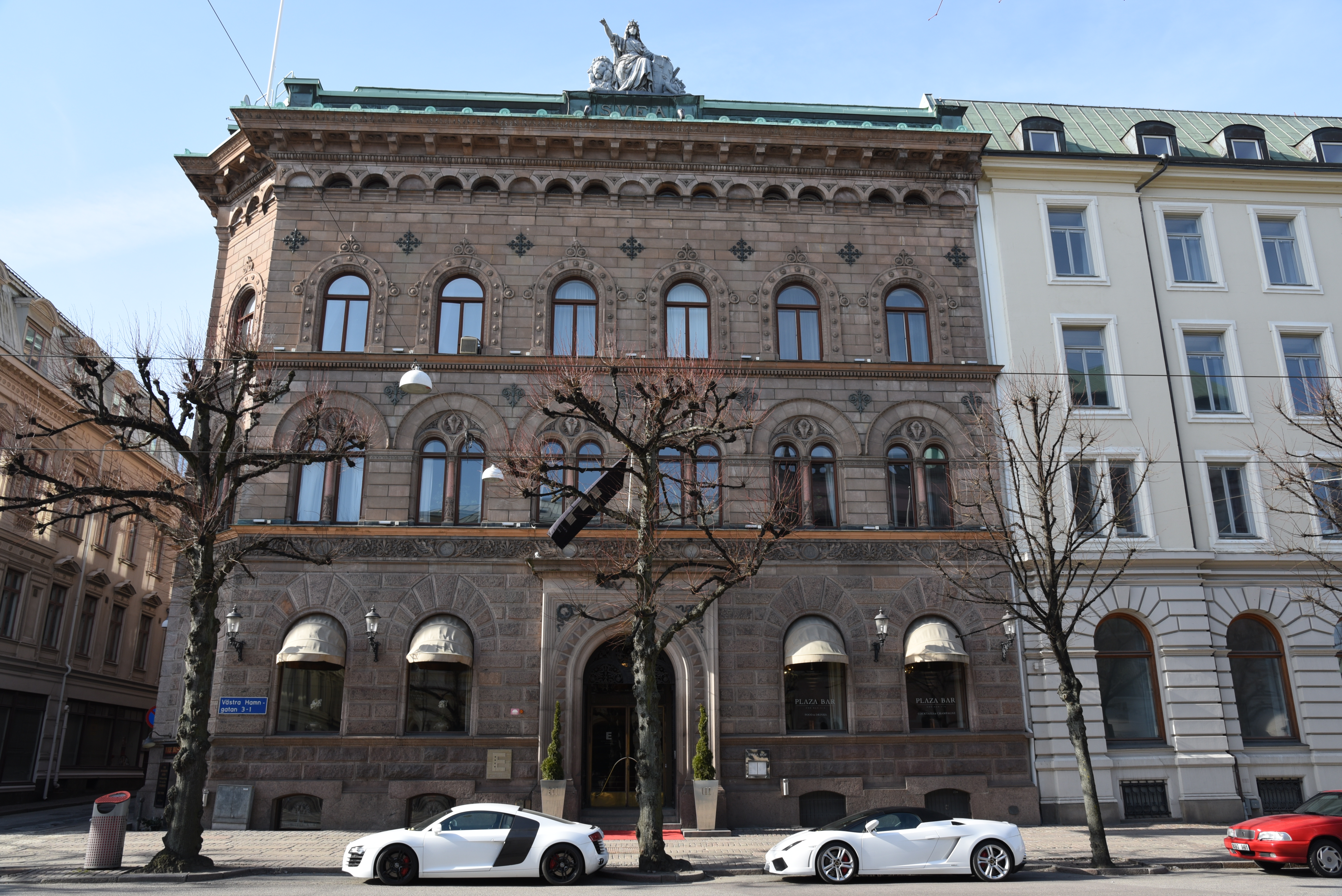
Sveahuset (2000).
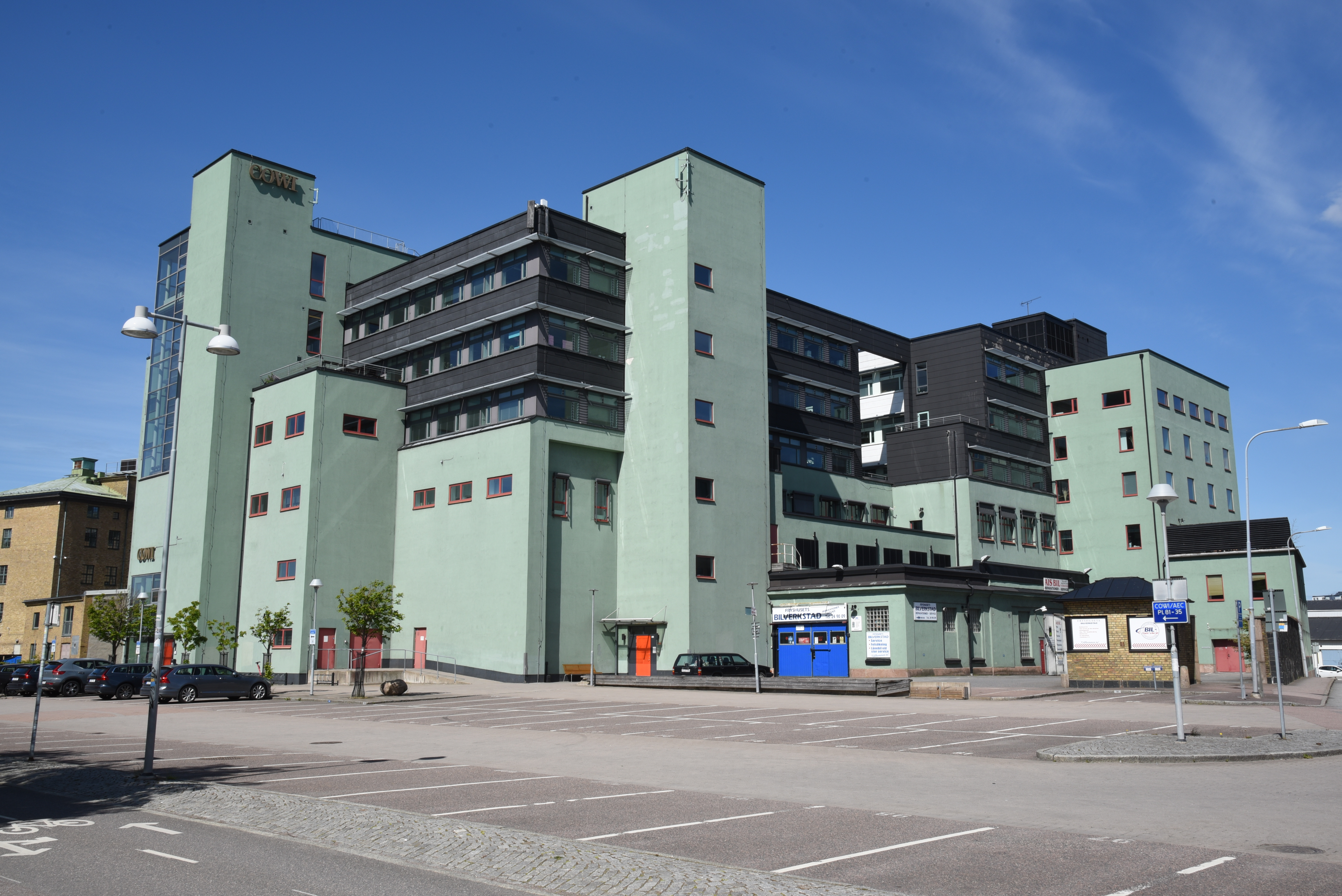
Fryshuset i Majorna (2003)
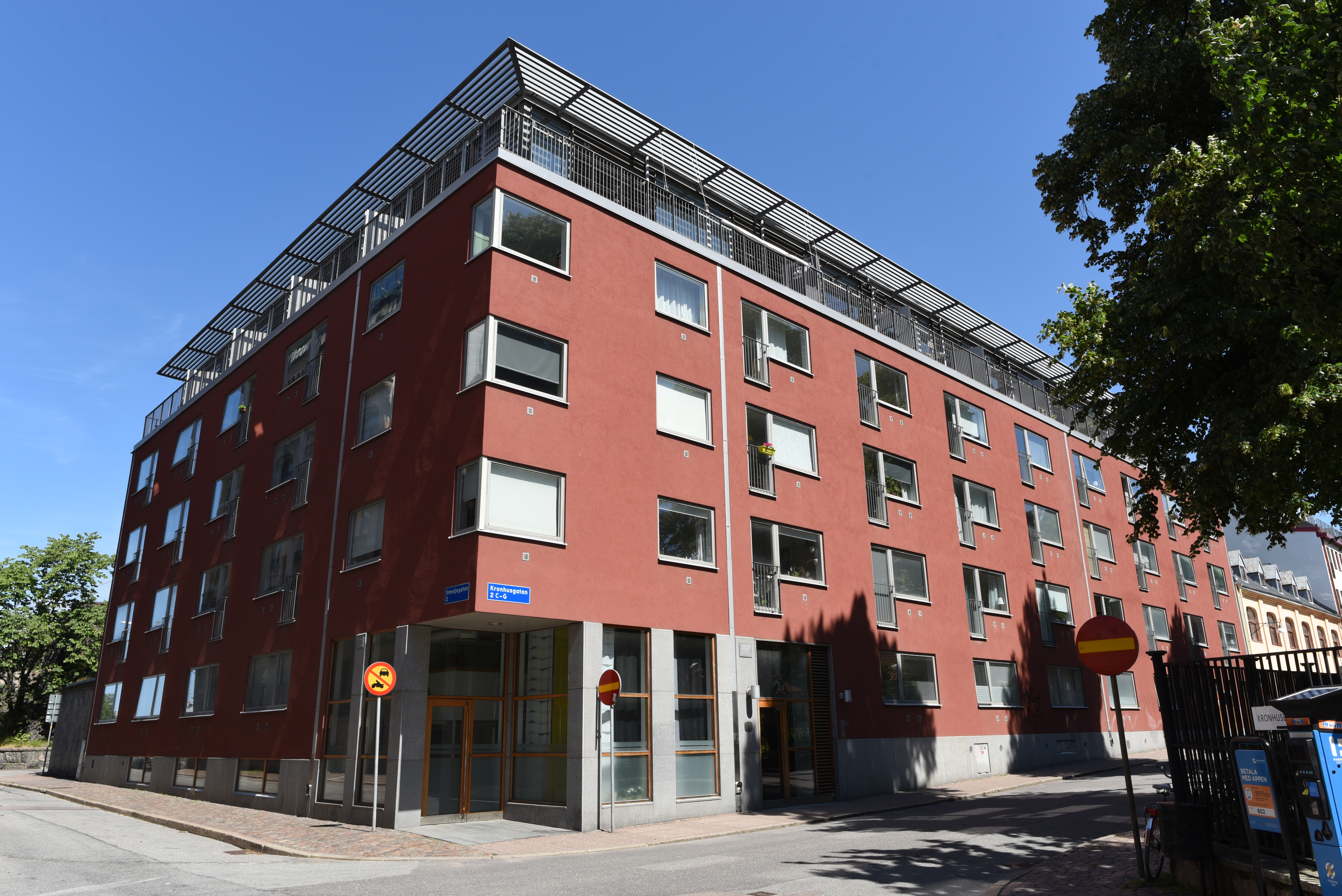
Studentbostäder vid Kronhusgatan (2005).
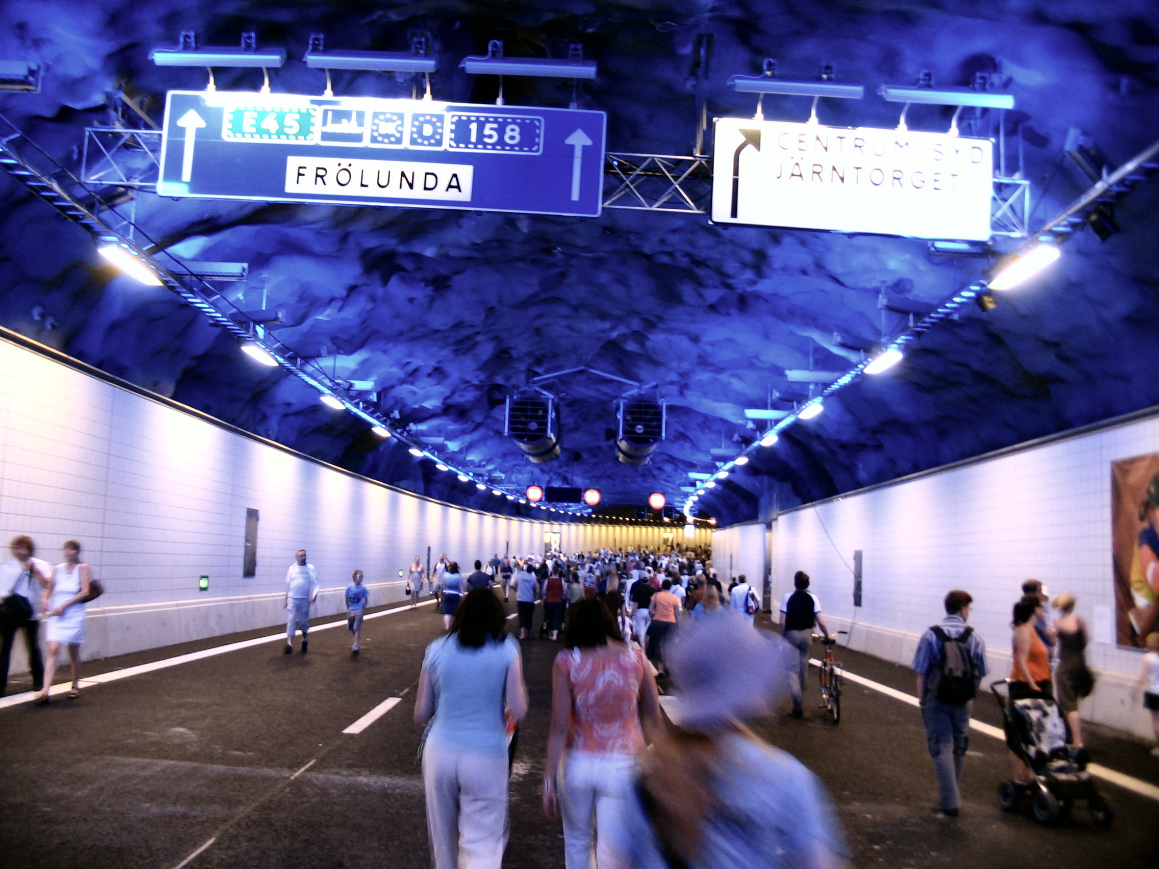
Götatunneln (2007), bild från invigningsdagen.
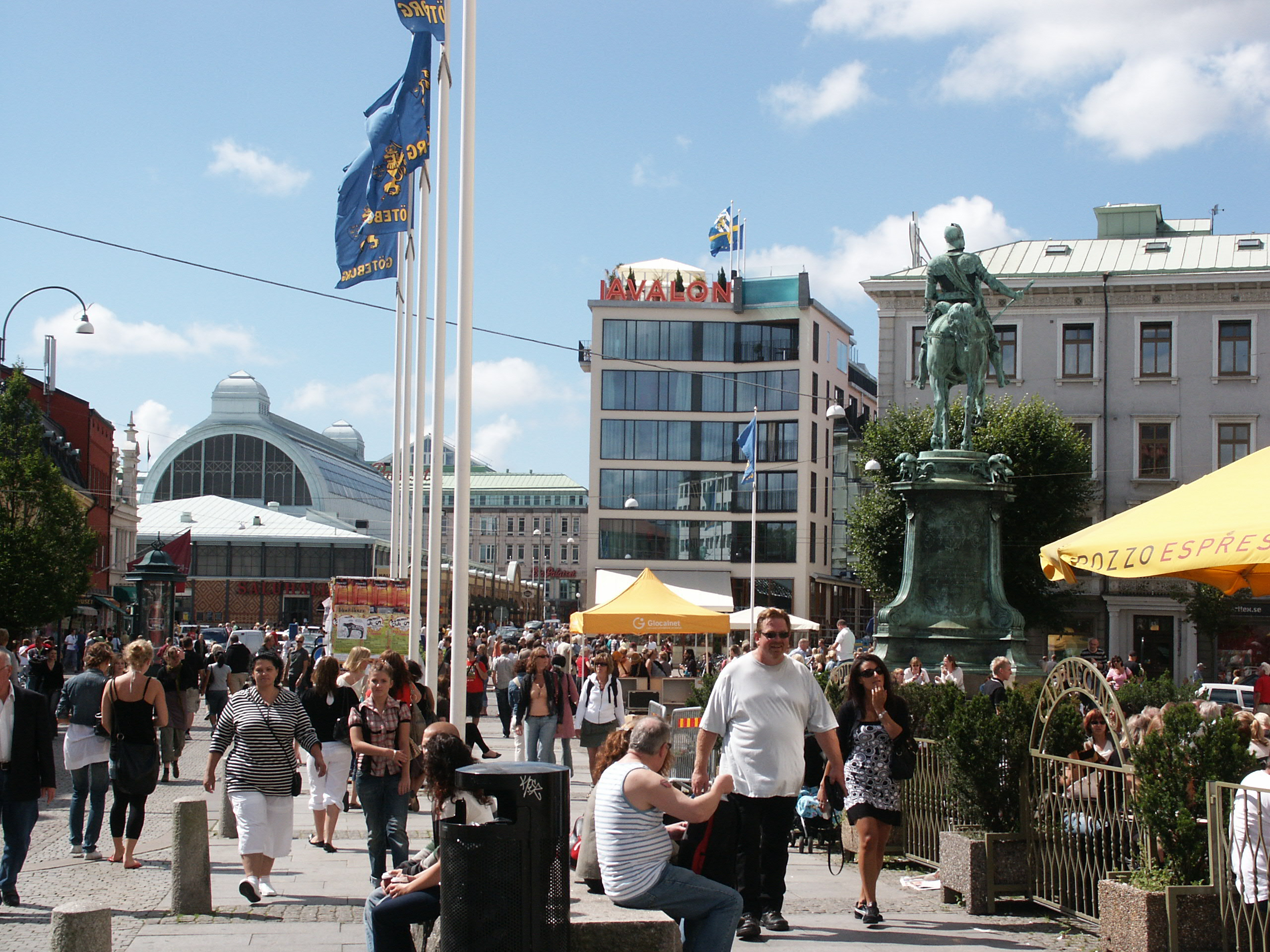
Avalon hotel (2008) med den karakteristiska poolen på taket.
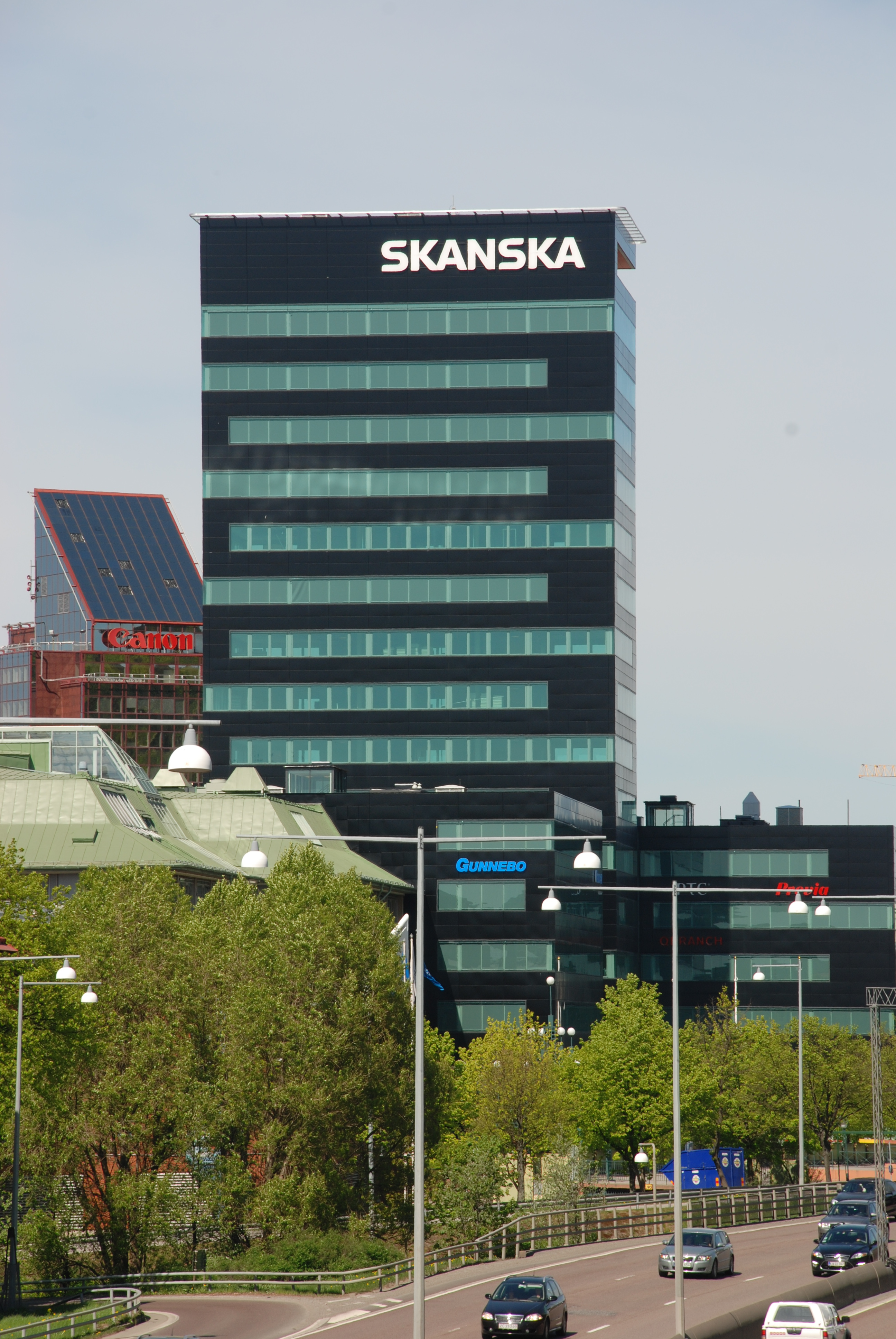
Skanskahuset på Gårda (2011).
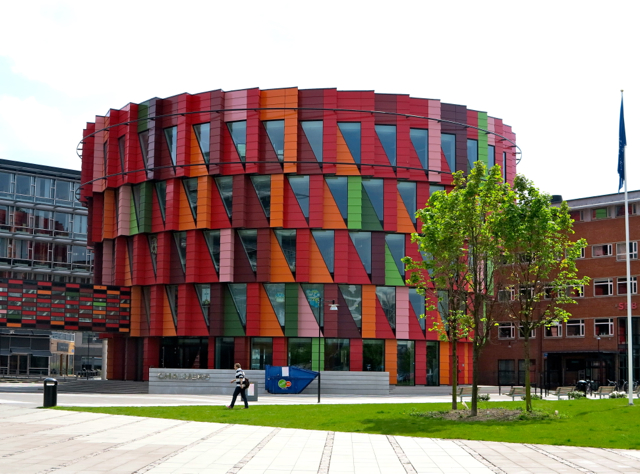
Kuggen mottog priset 2012.
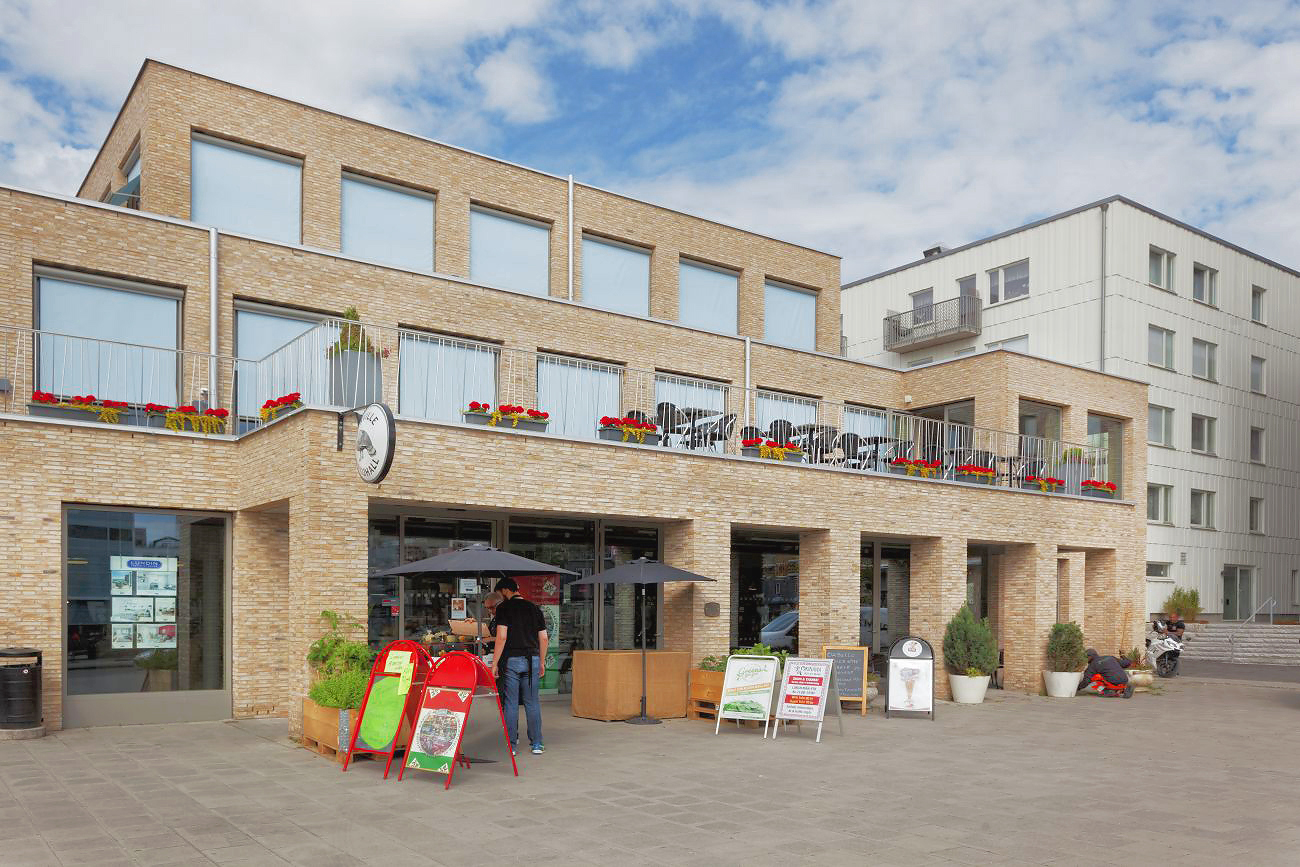
Kville saluhall (2014).
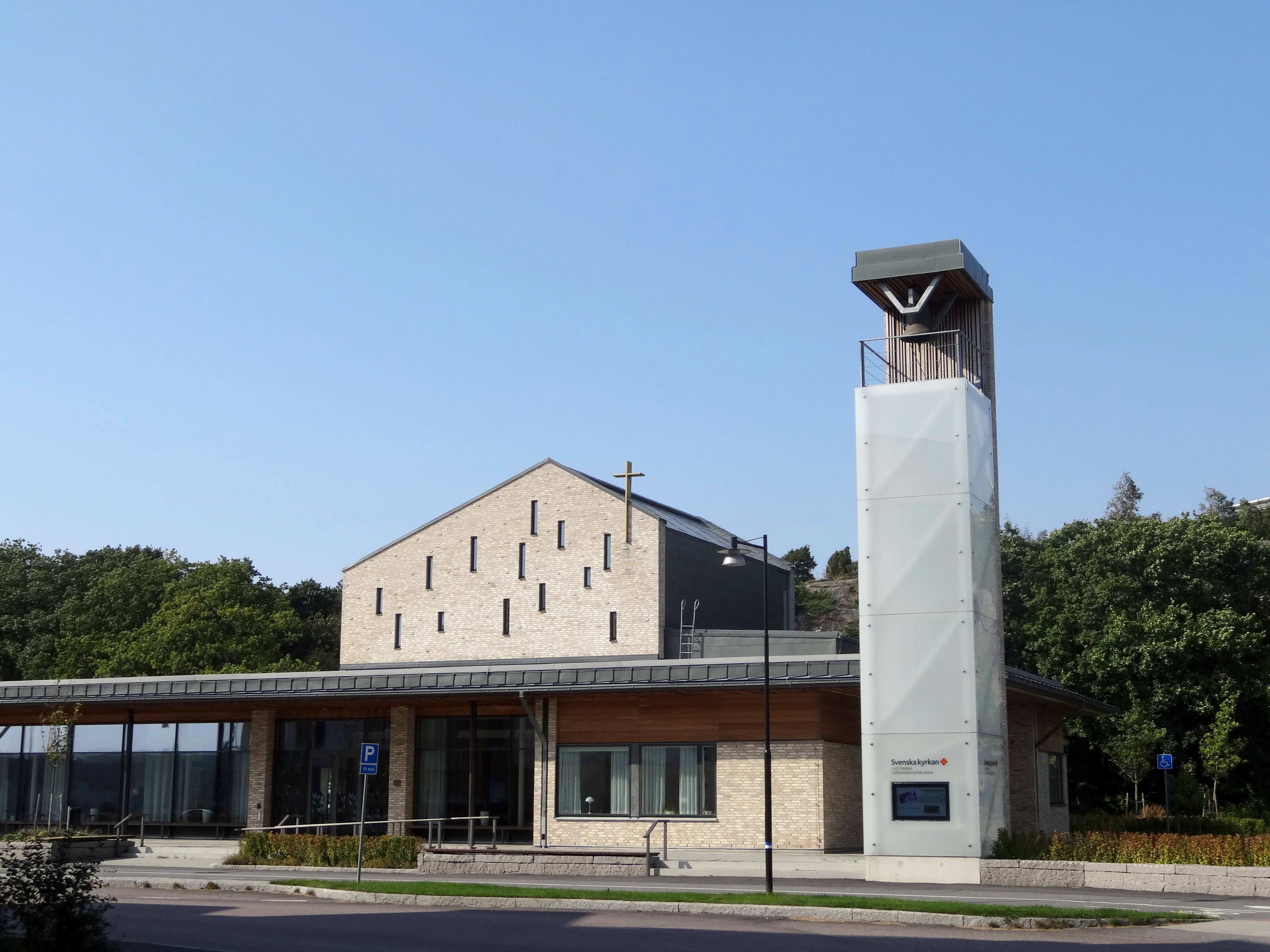
Amhults kyrka (2015).
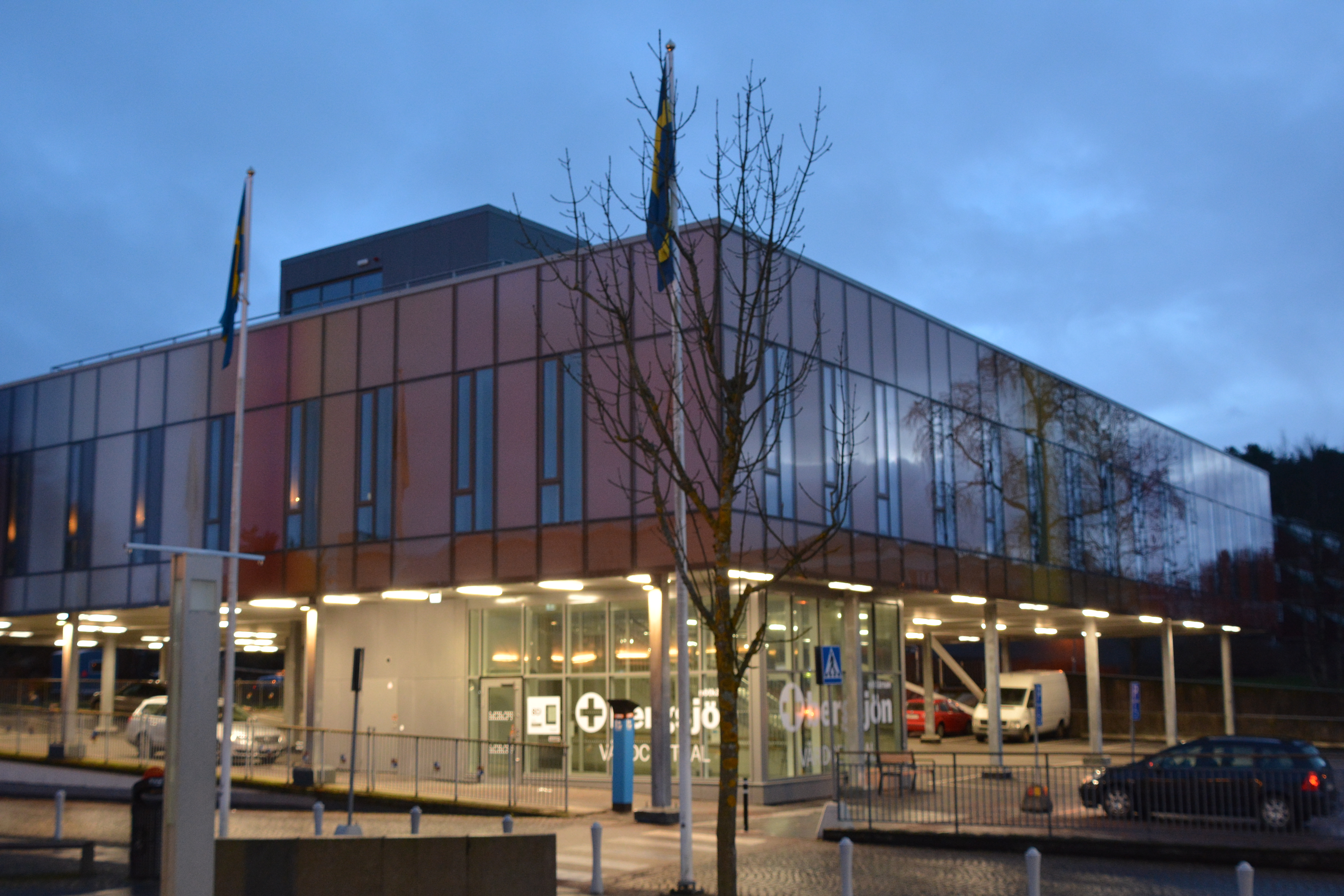
Vårdcentralen i Bergsjön, pristagare 2017.
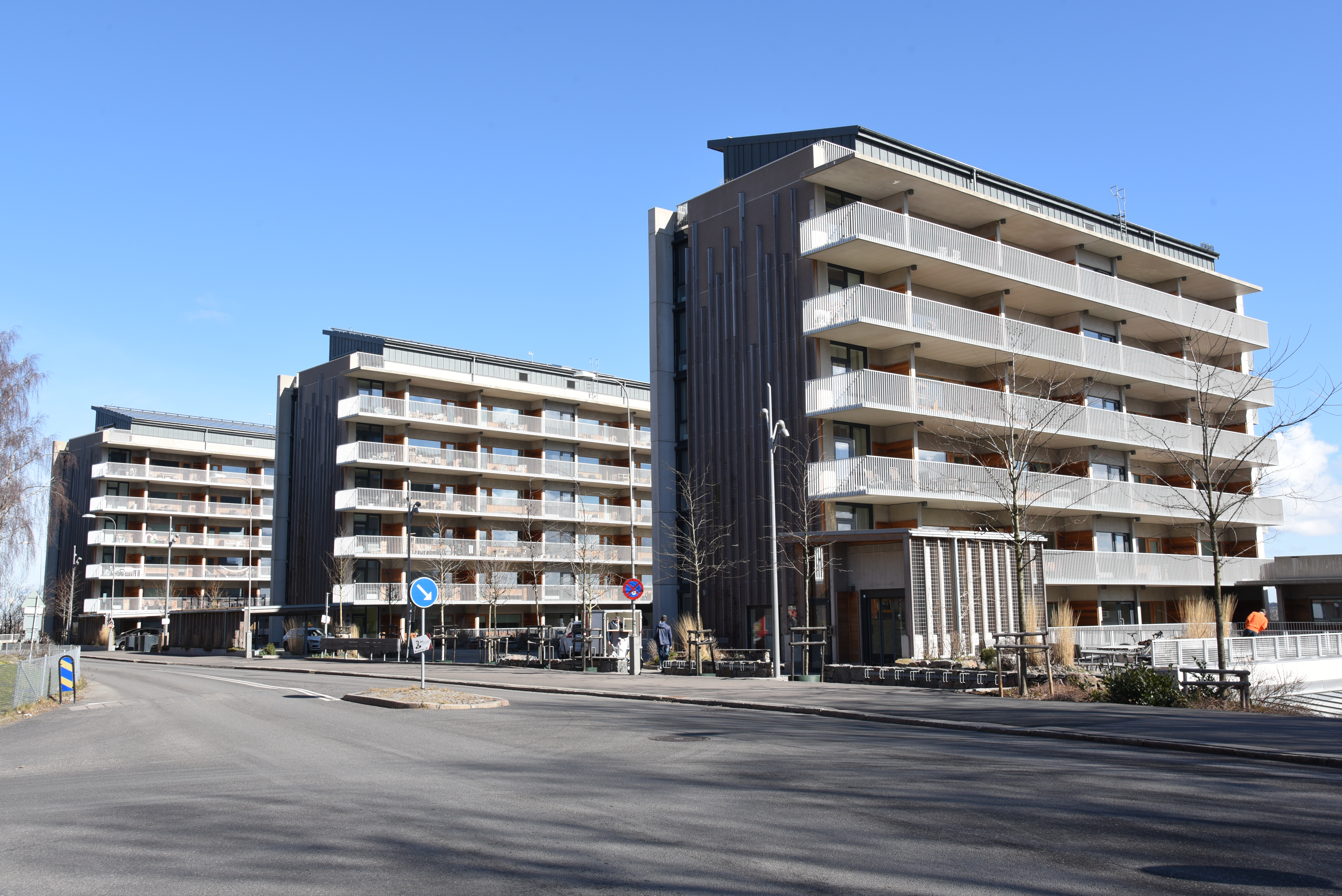
Bostadsrättsföreningen Viva, (2019)